# 中國燃氣
中國燃氣控股有限公司（港交所：0384），原稱海峽集團有限公司，從恆進國際換取上市的，當時為2001年10月16日。主要業務經營及銷售華東、華北等上上游燃氣產品，

## 历史
1999年成立。主要基礎投資者為中国石化、阿曼政府全资控股的阿曼国家石油公司、印度政府控股的印度燃气、韩国最大的石化能源企业韩国SK集团，以及亚洲开发银行、阿曼政府投资基金、荷兰国家开发银行。
2011年12月，新奧能源連同中石化向中國燃氣提出收購建議，每股作價3.5港元，收購總代價為167億元。其後，SK集團亦增持中國燃氣股權至超過10%，而富地石油亦公佈持有中國燃氣股權。2012年1月，SK集團揚言預備動用逾8億元購入中國燃氣股權。富地石油主要股東邱達強的私人公司，購入富地與中國燃氣主要股東劉明輝各佔50%權益的合資China Gas Group Ltd股權，China Gas Group Ltd持有中燃13.06%股權。 
其中北京、廣東等業務比重最多。
2019年9月5日韩国SK集团旗下SK E&S以每股30港元減持中國燃氣1.585億股，套現51億港元，持股量降至11.69%。

## 大股東
- 北京控股25.69%
- China Gas Group Limited 15.11％
- 南韓SK C&C Holdings 11.69%（5.35億股）
- The Capital Group 6.02%
- 劉明輝1.69％

## 連結
- 中國燃氣控股有限公司（页面存档备份，存于）